# Prix MetroStar

Logo

Le Prix MetroStar était un prix qui était décerné à des artistes québécois (Canada), principalement dans le domaine télévisuel mais aussi, à ses débuts, dans les domaines de la radio, de la chanson et du cinéma. Choisi par sondage populaire, les prix étaient remis lors du MetroStar - Gala du Public. À la suite du départ du commanditaire en 2005, le Prix MetroStar porte le nom du Prix Artis.

## Histoire
Prix MetroStar
En 1986, la nouvelle station Télévision Quatre-Saisons crée le premier Gala MetroStar, remettant un trophée fait de verre à des artistes, de la télévision, du cinéma, de la radio ou de la chanson sélectionnés par le public. De 1987 à 1988, Le MetroStar - Gala du Public change de station et délaisse la catégorie du cinéma, la diffusion se fait sur les ondes de Radio-Canada.
Le MetroStar fusionne
C'est en 1989 que les deux gala fusionnent pour devenir le Gala MetroStar, gardant le nom de l'un et la statuette et le mode de scrutin de l'autre. Le MetroStar abandonne alors les catégories de la radio et de la chanson.
Départ de Metro
En 2006 Les MetroStar change de nom alors que l'entreprise d'alimentation Metro délaisse sa commandite, il prend alors le nom du gala créé originellement par le réseau TVA soit, le Gala Artis.

## Finalistes et gagnants
(Après 2005 - voir Prix Artis)